# كأس إسكتلندا 1930–31
كأس اسكتلندا 1930–31 (بالإنجليزية: 1930–31 Scottish Cup)‏ هو موسم من كأس اسكتلندا. فاز فيه نادي سلتيك.